# Ганино (Вологодская область)
Ганино — деревня в Череповецком районе Вологодской области.
Входит в состав Абакановского сельского поселения, с точки зрения ОКАТО(АОД) — в Абакановский сельсовет.
Расстояние по автодороге до районного центра Череповца — 34.2 км, до центра муниципального образования Абаканово — 9.1 км. Ближайшие населённые пункты — Ботило, Шухободь, Кораблево, Ладыгино, Аксеново, Курцево.
По переписи 2017 года население — 21 человек.